# Pizzo Cengalo
Le  pizzo Cengalo est un sommet des Alpes, dans la chaîne de la Bernina, sur la frontière entre l'Italie et la Suisse.

## Géographie
La montagne est située dans le centre des Alpes, plus précisément dans la chaîne de la Bernina des Alpes rhétiques, non loin du piz Bernina, point culminant des Alpes orientales.
Administrativement, le sommet est situé sur la frontière entre l'Italie et la Suisse, sur le territoire de la commune suisse de Bregaglia du canton des Grisons au nord et sur celui de la commune italienne de Val Masino de la province de Sondrio de la région de Lombardie au sud.

## Histoire
La première ascension est réalisée le 25 juillet 1866 par Douglas William Freshfield, Charles Comyns Tucker et François Devouassoud, leur guide.
La montagne est plusieurs fois sujette à des écroulements de grande ampleur. C'est le cas le 28 décembre 2011 lorsque environ 1,5 million de mètres cubes de roches se détachent du sommet en direction du nord dans une vallée inhabitée. D'autres écroulements importants ont eu lieu en 2012, 2016 et le 21 août 2017. Un événement de plus grande ampleur étant attendu par les autorités, des sentiers de randonnée ont été classés « dangereux » et des panneaux avaient été installés. Le 23 août 2017, un éboulement dont le volume de roches est estimé à trois fois celui de 2011 se produit ; plusieurs laves torrentielles, formées de boues, roches et glaces, atteignent le village suisse de Bondo dont les habitants avaient pu être évacués à temps grâce au déclenchement immédiat de l'alerte automatique installée dans cette région surveillée de la chaîne de la Bernina. Huit randonneurs sont portés disparus après d'actives recherches menées du 23 au 26 août. Un nouvel éboulement se produit deux jours plus tard vers 16 h 30, provoquant une nouvelle évacuation du village.

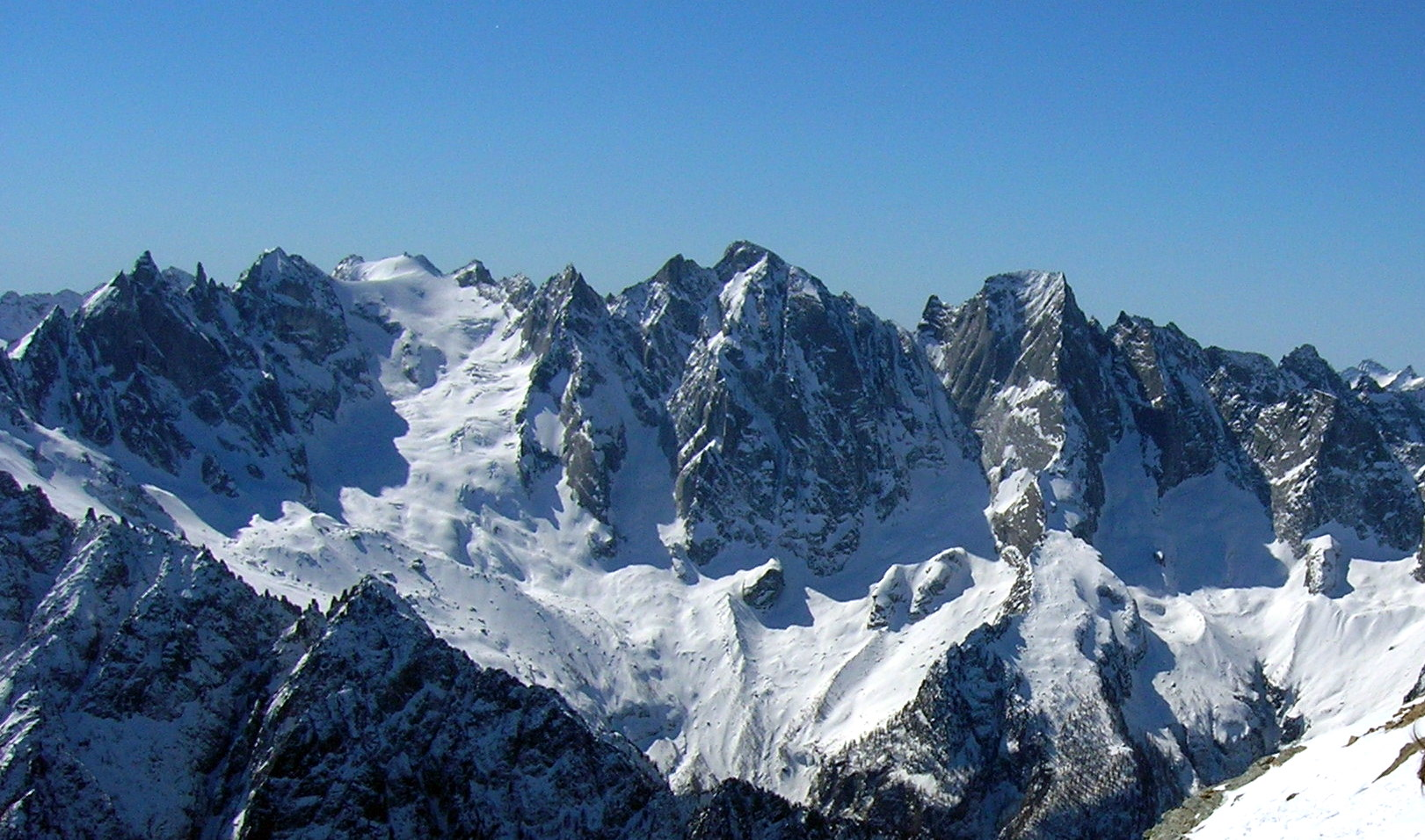
Vue du pizzo Cengalo au centre entouré des autres sommets faisant partie de la même ligne de crête.